# Melchior-Alphonse d'Irumberry de Salaberry
 (mai 2025).
Melchior-Alphonse d’Irumberry de Salaberry, né le 19 mai 1813 et mort le 27 mars 1867, est un militaire et homme politique canadien.

## Biographie
Melchior-Alphonse d'Irumberry de Salaberry (né le 19 mai 1813 à Saint-Philippe-de-Laprairie est un officier militaire, avocat et homme politique canadien. Il est le fils du lieutenant-colonel Charles-Michel d'Irumberry de Salaberry et de Marie-Anne-Julie Hertel de Rouville.
En 1829, on lui proposa un poste dans l'armée britannique par Matthew Whitworth-Aylmer, proposition qu'il déclina. En 1834, il fut choisi comme aide de camp extraordinaire, puis devint lieutenant-colonel en 1837. Il s'opposa aux patriotes au fort Chambly pendant cette période.
Le 22 août 1837, il fut nommé au Conseil législatif, poste qu'il occupa jusqu'à la suspension de la Constitution le 27 mars 1838. En 1839, il refusa de devenir membre du Conseil spécial. En 1841, il est élu député de Rouville, représentant l'unionisme et le parti tory. Cependant, il abandonne son siège le 1 janvier 1842, à la suite de sa nomination au poste de registrateur du district de Richelieu. Il est battu lors d'une élection partielle à Rouville le 7 juillet 1842.
En 1845, il est admis au Barreau de Montréal et exerça la profession d'avocat. De 1847 à 1848, il occupa le poste de coroner adjoint de Montréal. Il fut également adjoint de l'adjudant général pour le Bas-Canada dans la milice provinciale jusqu'à sa mort.
Melchior-Alphonse d'Irumberry de Salaberry est mort le 27 mars 1867, à l'âge de 53 ans et 10 mois, à Québec. Il fut inhumé dans l'église de la Nativité-de-Notre-Dame à Beauport le 30 mars 1867.
Il était marié à Marie-Émilie Guy, fille du notaire Louis Guy et de Josette Curot, le 22 septembre 1846 à Montréal.